# LoveStar
LoveStar ist ein Roman von Andri Snær Magnason, der 2002 in Island erschienen ist. Seit 2010 liegt die deutschsprachige Übersetzung von Tina Flecken vor.

## Inhalt
Als seltsame Erscheinungen den Planeten Erde heimsuchen, darunter Orientierungslosigkeit von Insekten und Flugzeugen, schlägt die Stunde von LoveStar, einer kleinen isländischen Firma. Sie findet sowohl Ursache als auch Lösung für diese Probleme und steigt in der Folge kometenhaft zum die Welt beherrschenden Unternehmen auf. Die Erfindung des Ingenieurs LoveStar ermöglicht durch ein kleines Gerät die Steuerung von Computern und anderen Geräten durch Gedankenkraft, jedoch sind auch die Menschen kontrollierbar. In der Folge kontrolliert LoveStar das Leben auf dem Planeten: Jede Kommunikation, alle Werbung, die gesamte Wirtschaft unterliegt der Steuerung des Konzerns. Nebenbei regelt man noch die Liebe mit der Tochterfirma inLove, die keinen Widerspruch duldet, was die Auswahl der geeigneten Liebespartner betrifft, und das Sterben mit LoveDeath, das Leichname wie Sternschnuppen am Nachthimmel verglühen lässt.
Dem Diktat von LoveStar und inLove unterwerfen sich aber nicht alle: Sigríður und Indriði wollen sich nicht vereinnahmen lassen und versuchen, ihre Liebe gegen alle Widerstände zu verteidigen.

## Blick von außen
Dörte Linke sieht in LoveStar den Entwurf einer Gesellschaft, die ihrem Unterhaltungs- und Konsumbedürfnis anheimfällt und schließlich darüber kontrolliert und manipuliert wird. Die geistige-autonome Welt wird ausgelöscht und in das ökonomische System integriert. Dies beschreibt Linke als gezielte Naturalisierung des Menschen durch das System. Die parallel stattfindende Technisierung führt zur Entfremdung der Menschen von ihrer sozialen und natürlichen Umwelt und somit zur Manipulierbarkeit und Kontrollierbarkeit. Obgleich utopische Potenziale vorhanden sind, entpuppt sich im Roman diese Gesellschaft als dystopische Kontrollgesellschaft, in der das menschliche Individuum als selbstbestimmtes Subjekt abgeschafft wird.
Nach Tobias Lehmkuhl unterscheidet sich LoveStar von Klassikern wie Aldous Huxleys „Schöne neue Welt“ und George Orwells „1984“ vor allem darin, dass die Zukunft dem Leser, bei gleichen Elementen wie Überwachung, Klonen, Macht der Werbung, nicht als beklemmende Vision, sondern als skurrile Groteske vermittelt wird. Mit den Autoren dieser Werke teilt Magnason die Überzeugung, dass totale Kontrolle weder möglich ist, noch in den Bereich der Möglichkeit gerückt werden darf. Lehmkuhl hebt vor allem den Ideenreichtum Magnasons hinsichtlich der Potenziale zielgerichteter Werbung hervor und betont, dass seine Einfälle nicht vorherzusehen sind, dennoch aber in keinem Fall trivial. Das „Millionensterne Festival“, bei dem zunächst alle Toten ausgegraben, dann mit Raketen in den Weltraum geschossen werden, um schließlich in Form von Sternenregen auf die Erde zurückfallen, sieht er als enge Verschwisterung von Science Fiction und Metaphysik an, die er so vergnüglich wie in LoveStar allerdings noch nicht vorgeführt bekommen hat.
„Als es 2002 herauskam, lief es unter dystopischer Roman; jetzt unter Parodie. Wir scheinen diese Dystopie bereits erreicht zu haben“, antwortete der vom The Reykjavík Grapevine im Interview nach den Reaktionen gefragte Autor 2012.

## Nominierungen
- 2002 Literaturpreis Icelandic Literary Award[5]
- 2016 Longlist – Prix des Libraires Quebec[5]

## Preise
- 2002 Literaturpreis Best Novel der isländischen Buchhändler[6]
- 2003 DV Cultural Prize for best novel in Iceland[7]
- 2013 Philip K. Dick Award mit der Auszeichnung für Besondere Erwähnung[8]
- 2016 Grand Prix l’Imaginaire in Frankreich als Best international Sci-Fi novel[9]

## Ausgaben
- Isländisch: LoveStar. Mál og Menning, Reykjavík 2002, ISBN 9979-3-2369-8 (mehrere Auflagen).
- Englisch: LoveStar. Translated from the Icelandic by Victoria Cribb. Seven Stories Press 2012, ISBN 978-1-60980-426-8.
- Deutsch: LoveStar. Aus dem Isländischen von Tina Flecken. Bastei Lübbe, Köln 2010, ISBN 978-3-7857-6028-4.
- Französisch: LoveStar. Roman trad. de l'islandais par Éric Boury. Zulma, Honfleur 2015, ISBN 978-2-84304-700-8.
- Ungarisch: LoveStar, übersetzt Péter Papolczy von 978-963-693-401-9[10][11]
- Japanisch: übersetzt von Chiori Sada[12]
- Arabisch: übersetzt von Muhammad Amer[13]
- Türkisch: übersetzt von Ersel Kayaoglu[11]
- Russisch übersetzt von Kaspar Šarie 9788663415171[14]
- Portugiesisch[11]
- Koreanisch[11]
- Mazedonisch[11]
- Albanisch[11]
- Norwegisch[11]